# سوئکا (والنسیا)
سوئکا (به اسپانیایی: Sueca) یک دهستان در اسپانیا است که در Ribera Baixa واقع شده‌است. سوئکا ۹۲٫۵ کیلومتر مربع مساحت و ۲۸٬۹۰۸ نفر جمعیت دارد و ۳ متر بالاتر از سطح دریا واقع شده‌است.

## خواهرخوانده
شهرهای اورو و پالافروخی خواهرخوانده‌های سوئکا (والنسیا) هستند.